# Pachomiusz (Bruskow)
Pachomiusz, imię świeckie Dmitrij Aleksandrowicz Bruskow (ur. 5 lipca 1976 w Moskwie) – rosyjski biskup prawosławny.

## Życiorys
W 1993 ukończył I liceum techniczne w Moskwie. W 1997 ukończył studia na wydziale informatycznym Moskiewskiego Państwowego Uniwersytetu Technologicznego. W tym samym roku wstąpił jako posłusznik do monasteru Trójcy Świętej w Moskwie, placówki filialnej ławry Troicko-Siergijewskiej. Rok później został przeniesiony do Ławry. W latach 1998–2002 w trybie zaocznym uczył się w moskiewskim seminarium duchownym. 1 kwietnia 1999 złożył wieczyste śluby mnisze przed ihumenem Longinem (Korczaginem), przyjmując imię zakonne Pachomiusz na cześć św. Pachomiusza Wielkiego. 23 lipca 2000 arcybiskup bronnicki Tichon wyświęcił go na hierodiakona, w cerkwi Wszystkich Świętych w Moskwie. Od 2003 służył w eparchii saratowskiej. 28 sierpnia 2003 w soborze Zesłania Świętego Ducha w Saratowie biskup saratowski i wolski Longin wyświęcił go na hieromnicha. Przez rok służył w cerkwi Ikony Matki Bożej „Ukój Mój Smutek” przy domu biskupim w Saratowie. Następnie od 2004 był proboszczem soboru Trójcy Świętej w tym samym mieście. Od 2006 przewodniczył wydziałowi architektury i renowacji przy eparchii saratowskiej. W 2007 otrzymał godność ihumena. Od tego samego roku wykłada w seminarium duchownym w Saratowie.
5 października 2011 otrzymał nominację na biskupa pokrowskiego i nikołajewskiego, pierwszego ordynariusza nowo powołanej eparchii. W związku z tym 14 października 2011 otrzymał godność archimandryty. Jego chirotonia biskupia odbyła się w monasterze św. Mikołaja na Ugrieszy 19 grudnia 2011, z udziałem patriarchy moskiewskiego i całej Rusi Cyryla, metropolitów astańskiego i kazachstańskiego Aleksandra, sarańskiego i mordowskiego Warsonofiusza, saratowskiego i wolskiego Longina, arcybiskupów joszkar-olijskiego i marijskiego Jana, siergijewo-posadzkiego Teognosta, jegorjewskiego Marka, biskupów penzeńskiego i kuźnieckiego Beniamina, sołniecznogorskiego Sergiusza, nieżyńskiego i pryłuckiego Ireneusza, bałaszowskiego i rtiszczewskiego Tarazjusza.
24 marca 2022 r. tytuł hierarchy uległ zmianie na „pokrowski i nowouzienski”.
W 2023 r. został przeniesiony na katedrę czystopolską.